# ماري سيفيرين
ماري سيفيرين (بالإنجليزية: Marie Severin)‏‏ (21 أغسطس 1929 - 29 أغسطس 2018) هي فنانة كاريكاتير وفنية تلوين أمريكية، اشتهرت لعملها في مارفل كومكس، وكانت قد أُدخلت إلى قاعة مشاهير ويل إيسنر عام 2001.

## روابط خارجية
- ماري سيفيرين على موقع IMDb (الإنجليزية)
- ماري سيفيرين على موقع قاعدة بيانات الفيلم (الإنجليزية)